# 水曜劇場 (フジテレビ)
『水曜劇場』（すいようげきじょう）は、1992年10月 - 1996年3月（第1期）、1997年4月 - 2003年6月（第2期）に、毎週水曜日の21:00 - 21:54に、フジテレビ系（クロスネット局のテレビ大分を除く）で放送されていたテレビドラマの枠。

## 概要
- フジテレビ系水曜21時台は1985年3月までドラマ枠であったが（『30分作品→水曜ドラマシリーズ→平岩弓枝ドラマシリーズ』）、翌4月に月曜22時台に放送していた『夜のヒットスタジオ』が枠移動し、タイトルを『夜のヒットスタジオDELUXE』[注釈 1]に変更と同時に一旦消滅し、1989年9月27日まで継続した。1989年10月以降も水曜21時台は『やまだかつてないテレビ』、『SOUND ARENA』といった歌謡・バラエティ枠が1992年9月まで続いた。
- 1992年10月に水曜22時枠（1991年10月開始）と放送枠を交換する形で7年半ぶりに水曜21時枠に（平岩弓枝ドラマシリーズの時間帯で）ドラマ枠が復活。1996年3月まで継続するものの、1996年4月から1年間、火曜21時台のバラエティと放送枠をスポンサーごと交換し、旭化成の1社提供の『メトロポリタンジャーニー』というつなぎ番組を放送させた。
- 1997年度から水曜21時台のドラマ枠が1年ぶりに復活することになった（スポンサーは水曜22時枠から移行）。この頃からは『ショムニ』シリーズなどがヒットした。
- スタート当初は直前の水曜20時に時代劇枠が編成されており、『メトロポリタンジャーニー』で中断の時期以外は2連続してドラマを編成、そして1998年4月から1999年9月までは水曜22時枠にもドラマを編成したため、1年半の間、3時間連続のドラマ枠が編成されていた。
- 2001年10月以降、視聴率1桁を出す作品も多くなった。そのため、2002年10月期の『天才柳沢教授の生活』と2003年1月期の『熱烈的中華飯店』は予定より1話短縮での放送となった。そして、2003年4月期の『ダイヤモンドガール』（観月ありさ主演作）を最後に、1997年4月から6年あまり継続した水曜21時のドラマ枠は廃枠となった。
その後、2003年7月より2002年10月 - 2003年3月に30分間の深夜番組として放送されていた『トリビアの泉』がこの時間枠に昇格して、バラエティ枠に置き換えられ、2023年現在、水曜21時枠は『ホンマでっか!?TV』が放送されている。
なお、水曜21時台のドラマ枠廃枠により、数年間続いたフジテレビの水曜日夜のドラマ（現代劇、時代劇にジャンル問わず）とアニメの相当枠が姿を消したが、2013年4月に水曜22時台にドラマ枠が復活、2016年3月を以って一旦廃枠になるも、2022年4月には再開している。

## 視聴率10傑
| 位 | 作品名               | 放送年・月期 | 視聴率 |
| -- | -------------------- | ------------ | ------ |
| 1  | 古畑任三郎2nd season | 1996年1月期  | 25.3%  |
| 2  | お金がない!          | 1994年7月期  | 20.5%  |
| 3  | ショムニ2            | 2000年4月期  | 20.4%  |
| 4  | ロケット・ボーイ     | 2001年1月期  | 18.8%  |
| 5  | 成田離婚             | 1997年10月期 | 18.6%  |
| 6  | ギフト               | 1997年4月期  | 18.2%  |
| 7  | 王様のレストラン     | 1995年4月期  | 17.1%  |
| 8  | ニュースの女         | 1998年1月期  | 17%    |
| 9  | 振り返れば奴がいる   | 1993年1月期  | 16.8%  |
| 10 | 涙をふいて           | 2000年10月期 | 16.6%  |

| 位 | 作品名               | 放送年・月期 | 視聴率          |
| -- | -------------------- | ------------ | --------------- |
| 1  | 古畑任三郎2nd season | 1996年1月期  | 27.8%（第8回）  |
| 2  | お金がない!          | 1994年7月期  | 26%（第11回）   |
| 3  | ショムニ2            | 2000年4月期  | 24.3%（最終回） |
| 4  | ショムニファイナル   | 2002年7月期  | 23.1%（第1回）  |
| 5  | ギフト               | 1997年4月期  | 23%（第1回）    |
| 6  | 振り返れば奴がいる   | 1993年1月期  | 22.7%（最終回） |
| 7  | ロケット・ボーイ     | 2001年1月期  | 22.6%（第3回）  |
| 8  | 恋はあせらず         | 1998年4月期  | 22.4%（最終回） |
| 9  | 成田離婚             | 1997年10月期 | 21.5%（第1回）  |
| 10 | 世界で一番パパが好き | 1998年7月期  | 21.1%（第1回）  |

ビデオリサーチ調べ。ともに上位3作品は全く同じ。

## 主な作品リスト
水曜劇場の連続ドラマは、フジテレビグループのテレビ番組制作会社・共同テレビジョン製作の作品が多く放送されている。タイトル末尾の▲マークは共同テレビが製作した作品である。
| 期間              | 作品名                                 | 原作                                           | 主演                            | 主題歌                                             | キャッチコピー                                                                     | 平均視聴率 | 最高視聴率 |
| ----------------- | -------------------------------------- | ---------------------------------------------- | ------------------------------- | -------------------------------------------------- | ---------------------------------------------------------------------------------- | ---------- | ---------- |
| 1992年10月 - 12月 | 誰かが彼女を愛してる                   |                                                | 中山美穂                        | 中山美穂&WANDS 「世界中の誰よりきっと」            | 「惚れるな、キケン。」                                                             | 14.8%      | 19.2%      |
| 1993年1月 - 3月   | 振り返れば奴がいる▲                    |                                                | 織田裕二 石黒賢                 | CHAGE and ASKA 「YAH YAH YAH」                     | 「あなたを襲うのは、運命の悪戯が導いた、男同士の熾烈な戦い。」 「BITTER or SWEET」 | 16.8%      | 22.7%      |
| 1993年4月 - 6月   | チャンス!▲                             |                                                | 三上博史                        | 久保田利伸 「夢 with You」                         | 「タレント生命 賭けてます。」                                                      | 14.7%      | 18.3%      |
| 1993年7月 - 9月   | 悪魔のKISS                             |                                                | 奥山佳恵 深津絵里 常盤貴子      | サザンオールスターズ 「エロティカ・セブン」        | 「悪魔のような誘惑が、はたちの夢を狂わせる。」                                     | 16.8％     | 14.1％     |
| 1993年10月 - 12月 | もう涙は見せない                       |                                                | 後藤久美子                      | AMBIENCE 「最後の約束 -See you again-」            | 「罪と、罰と、罠と。」                                                             | 11.9%      | 14.4%      |
| 1994年1月 - 3月   | 夏子の酒                               | 尾瀬あきら（講談社モーニングKC刊）             | 和久井映見                      | 熊谷幸子 「風と雲と私」                            | 「夢の滴で生きている。」                                                           | 14.7%      | 17.1%      |
| 1994年4月 - 6月   | 警部補・古畑任三郎▲                    |                                                | 田村正和                        | 本間勇輔                                           | 「殺人者は、後悔する。」                                                           | 14.2%      | 16.6%      |
| 1994年7月 - 9月   | お金がない!▲                           |                                                | 織田裕二                        | 織田裕二 「OVER THE TROUBLE」                      | 「見る見る金運上昇、サクセス・コメディー。」                                       | 20.5%      | 26.0%      |
| 1994年10月 - 12月 | 若者のすべて                           |                                                | 萩原聖人 木村拓哉               | Mr.Children 「Tomorrow never knows」               | 「誰かを愛するために生まれてきた。」 「誰かを守るために生きていく。」              | 16.2%      | 18.3%      |
| 1995年1月 - 3月   | 最高の片想い                           |                                                | 本木雅弘 深津絵里               | 福山雅治 「HELLO」                                 | 「おなじ思い出を、つくりたい、ひとがいます。」                                     | 16.3%      | 18.1%      |
| 1995年4月 - 6月   | 王様のレストラン▲                      |                                                | 松本幸四郎                      | 平井堅 「Precious Junk」                           | 「人生で起こることは、すべて、皿の上でも起こる。」                                 | 17.1%      | 20.4%      |
| 1995年7月 - 9月   | 沙粧妙子-最後の事件-                   |                                                | 浅野温子                        | ロッド・スチュワート 「LADY LUCK」                 | 「誰もが正常だと思っている。」                                                     | 15.0%      | 17.8%      |
| 1995年10月 - 12月 | 正義は勝つ                             |                                                | 織田裕二                        | 織田裕二 「愛までもうすぐだから」                  | 「腕力では守れない愛がある。」                                                     | 13.7%      | 16.3%      |
| 1996年1月 - 3月   | 古畑任三郎▲                            |                                                | 田村正和                        | 本間勇輔                                           | 「殺人者は、死にたくなる。」                                                       | 25.3%      | 27.8%      |
| 1997年4月 - 6月   | ギフト                                 |                                                | 木村拓哉                        | ブライアン・フェリー 「TOKYO JOE」                 | 「天からの贈り物は、黙って受けとれ。」                                             | 18.2％     | 23.0%      |
| 1997年7月 - 9月   | それが答えだ!                          |                                                | 三上博史                        | ウルフルズ 「ワンダフル・ワールド」                | 「天才は忘れたころにやってきました。この村に。」                                   | 12.3%      | 15.3%      |
| 1997年10月 - 12月 | 成田離婚                               |                                                | 草彅剛 瀬戸朝香                 | 松任谷由実 「Sunny day Holiday」                   | 「結婚はハッピーエンドではないのです。」                                           | 18.6%      | 21.5%      |
| 1998年1月 - 3月   | ニュースの女▲                          |                                                | 鈴木保奈美                      | JUDY AND MARY 「散歩道」                           | 「このドラマは、働く女性にキビシクやさしい。」                                     | 17.0%      | 20.9%      |
| 1998年4月 - 6月   | 恋はあせらず▲                          |                                                | 織田裕二 香取慎吾               | 織田裕二 「Shake it UP」                           | 「世界中の女は、オレたちに惚れている。」                                           | 15.7%      | 22.4%      |
| 1998年7月 - 9月   | 世界で一番パパが好き                   |                                                | 明石家さんま 広末涼子           | TUBE 「きっとどこかで」                            | 「ムリを承知で親子です。」                                                         | 16.5%      | 21.1%      |
| 1998年10月 - 12月 | タブロイド                             |                                                | 常盤貴子                        | GLAY 「BE WITH YOU」                               |                                                                                    | 13.6%      | 16.1%      |
| 1999年1月 - 3月   | 天使のお仕事                           |                                                | 観月ありさ                      | 観月ありさ 「朝陽のあたる橋」                      | 「悩めるあなたを、救ってあげたい。」                                               | 8.3%       | 16.5%      |
| 1999年4月 - 6月   | ナオミ▲                                |                                                | 藤原紀香                        | TRUE KiSS DESTiNATiON 「Girls, be ambitious!」     | 「アタシがいろんなこと教えたげる。」                                               | 14.5%      | 17.1%      |
| 1999年7月 - 9月   | 恋愛結婚の法則                         |                                                | 小泉今日子                      | 小泉今日子 「for my life」                         | 「みなさん、今どきの男に自分の人生、預けられますか。」                             | 12.8%      | 14.5%      |
| 1999年10月 - 12月 | TEAM▲                                  |                                                | 草彅剛 西村雅彦                 | canna 「風の向くまま」                             |                                                                                    | 13.1%      | 15.2%      |
| 2000年1月 – 3月   | モナリザの微笑                         |                                                | 江口洋介                        | Dutch Training 「Stay」                            |                                                                                    | 11.1%      | 13.5%      |
| 2000年4月 – 6月   | ショムニ▲                              | 安田弘之（講談社モーニングKC刊）               | 江角マキコ                      | 江角マキコ 「ONE WAY DRIVE」                       | 「女のいきおいが、日本のいきおいだ。」                                             | 20.4%      | 24.3%      |
| 2000年7月 – 9月   | 愛をください▲                          | 「あなたの幸せは、あなたと同じ顔をしている。」 | 菅野美穂 伊藤英明               | 蓮井朱夏 「ZOO 〜愛をください〜」                  |                                                                                    | 11.1%      | 14.9%      |
| 2000年10月 – 12月 | 涙をふいて                             |                                                | 江口洋介                        | ゆず 「飛べない鳥」                                | 「血がつながっていないと、他人ですか。」                                           | 16.6%      | 20.1%      |
| 2001年1月 - 3月   | ロケット・ボーイ                       |                                                | 織田裕二                        | 織田裕二 「空の向こうまで」                        |                                                                                    | 18.8%      | 22.6%      |
| 2001年4月 - 6月   | 私を旅館に連れてって▲                  |                                                | 観月ありさ                      | 福原裕美子 「What would I do」                     | 「ダメ人間だけど人間だ。」                                                         | 15.3%      | 18.4%      |
| 2001年7月 - 9月   | ファイティングガール▲                  |                                                | 深田恭子 ユンソナ               | Time FellowShip 「seed」                           |                                                                                    | 13.2%      | 17.7%      |
| 2001年10月 - 12月 | 水曜日の情事                           |                                                | 本木雅弘 天海祐希               | 久保田利伸 「Candy Rain」                          |                                                                                    | 12.0%      | 13.4%      |
| 2002年1月 - 3月   | ロング・ラブレター〜漂流教室〜         | 楳図かずお（小学館少年サンデーコミックス刊）   | 常盤貴子 窪塚洋介               | 山下達郎 「LOVELAND, ISLAND」                      |                                                                                    | 16.4%      | 17.9%      |
| 2002年4月 - 6月   | ウエディングプランナー SWEETデリバリー |                                                | ユースケ・サンタマリア 飯島直子 | CHEMISTRY 「君をさがしてた 〜New Jersey United〜」 |                                                                                    | 10.8%      | 15.6%      |
| 2002年7月 - 9月   | ショムニFINAL▲                         | 安田弘之（講談社モーニングKC刊）               | 江角マキコ                      | THE ALFEE 「太陽は沈まない」                       |                                                                                    | 16.4%      | 23.1%      |
| 2002年10月 - 12月 | 天才柳沢教授の生活                     | 山下和美（講談社モーニング掲載）               | 松本幸四郎                      | ゴスペラーズ 「星屑の街」                          |                                                                                    | 9.4%       | 12.6%      |
| 2003年1月 - 3月   | 熱烈的中華飯店                         |                                                | 鈴木京香                        | Sowelu 「Rainbow」                                 | 「千客万来。」「鉄人不在。」                                                       | 8.9%       | 12.1%      |
| 2003年4月 - 6月   | ダイヤモンドガール▲                    |                                                | 観月ありさ                      | 観月ありさ 「Shout It Out」                        |                                                                                    | 10.8%      | 12.5%      |

## ネット局
系列は放送当時（打ち切りの場合はその時点）のもの。
| 放送対象地域   | 放送局             | 系列                                         | ネット形態             | 備考                                                            |
| -------------- | ------------------ | -------------------------------------------- | ---------------------- | --------------------------------------------------------------- |
| 関東広域圏     | フジテレビ         | フジテレビ系列                               | 制作局                 |                                                                 |
| 北海道         | 北海道文化放送     | フジテレビ系列                               | 同時ネット             |                                                                 |
| 青森県         | 青森放送           | 日本テレビ系列                               | 遅れネット             | 作品によって放送局が異なっていた。                              |
| 青森県         | 青森テレビ         | TBS系列                                      | 遅れネット             | 作品によって放送局が異なっていた。                              |
| 岩手県         | 岩手めんこいテレビ | フジテレビ系列                               | 同時ネット             |                                                                 |
| 宮城県         | 仙台放送           | フジテレビ系列                               | 同時ネット             |                                                                 |
| 秋田県         | 秋田テレビ         | フジテレビ系列                               | 同時ネット             |                                                                 |
| 山形県         | 山形テレビ         | フジテレビ系列                               | 同時ネット             | テレビ朝日系列へのネットチェンジのため、1993年3月まで放送。     |
| 山形県         | テレビユー山形     | TBS系列                                      | 遅れネット             | 1993年4月から1996年3月まで一部の作品のみを放送。                |
| 山形県         | さくらんぼテレビ   | フジテレビ系列                               | 同時ネット             | 1997年4月の開局時から放送。                                     |
| 福島県         | 福島テレビ         | フジテレビ系列                               | 同時ネット             |                                                                 |
| 山梨県         | 山梨放送           | 日本テレビ系列                               | 遅れネット             |                                                                 |
| 新潟県         | 新潟総合テレビ     | フジテレビ系列                               | 同時ネット             | 現：NST新潟総合テレビ                                           |
| 長野県         | 長野放送           | フジテレビ系列                               | 同時ネット             |                                                                 |
| 静岡県         | テレビ静岡         | フジテレビ系列                               | 同時ネット             |                                                                 |
| 富山県         | 富山テレビ         | フジテレビ系列                               | 同時ネット             |                                                                 |
| 石川県         | 石川テレビ         | フジテレビ系列                               | 同時ネット             |                                                                 |
| 福井県         | 福井テレビ         | フジテレビ系列                               | 同時ネット             |                                                                 |
| 中京広域圏     | 東海テレビ         | フジテレビ系列                               | 同時ネット             |                                                                 |
| 近畿広域圏     | 関西テレビ         | フジテレビ系列                               | 同時ネット             |                                                                 |
| 島根県・鳥取県 | 山陰中央テレビ     | フジテレビ系列                               | 同時ネット             |                                                                 |
| 岡山県・香川県 | 岡山放送           | フジテレビ系列                               | 同時ネット             |                                                                 |
| 広島県         | テレビ新広島       | フジテレビ系列                               | 同時ネット             |                                                                 |
| 山口県         | テレビ山口         | TBS系列                                      | 遅れネット             | 一部作品は未ネット                                              |
| 徳島県         | 四国放送           | 日本テレビ系列                               | 遅れネット             |                                                                 |
| 愛媛県         | テレビ愛媛         | フジテレビ系列                               | 同時ネット             |                                                                 |
| 高知県         | 高知放送           | 日本テレビ系列                               | 遅れネット             | 1996年3月まで放送。ただし、『木曜劇場』と交代での放送であった。 |
| 高知県         | 高知さんさんテレビ | フジテレビ系列                               | 同時ネット             | 1997年4月の開局時から放送。                                     |
| 福岡県         | テレビ西日本       | フジテレビ系列                               | 同時ネット             |                                                                 |
| 佐賀県         | サガテレビ         | フジテレビ系列                               | 同時ネット             |                                                                 |
| 長崎県         | テレビ長崎         | フジテレビ系列                               | 同時ネット             |                                                                 |
| 熊本県         | テレビくまもと     | フジテレビ系列                               | 同時ネット             |                                                                 |
| 大分県         | 大分放送           | TBS系列                                      | 遅れネット             |                                                                 |
| 宮崎県         | テレビ宮崎         | フジテレビ系列 日本テレビ系列 テレビ朝日系列 | 同時ネット             |                                                                 |
| 鹿児島県       | 鹿児島テレビ       | フジテレビ系列                               | 遅れネット →同時ネット | 1994年3月までは日本テレビ系列とのクロスネット局。               |
| 沖縄県         | 沖縄テレビ         | フジテレビ系列                               | 同時ネット             |                                                                 |

### ネット局に関する備考
- 日本テレビ系列とフジテレビ系列のクロスネット局であるテレビ大分[注釈 3]では、テレビ朝日系列の大分朝日放送が開局する1993年9月までは当該時間でテレビ朝日の刑事ドラマを同時ネット。同局開局後の同年10月以降は日本テレビの『とんねるずの生でダラダラいかせて!!』→『ザ!世界仰天ニュース』を同時ネットしていたため[注釈 4]、TBS系列の大分放送での放送となった[注釈 5]。
- 鹿児島テレビは1994年3月まで日本テレビ系列とフジテレビ系列[注釈 6]のクロスネット局だったため、当初は時差ネットだったが[注釈 7]、同年4月のフジテレビ系フルネット局への移行後は同時ネットとなった。
- 山形県では1993年4月に山形テレビがテレビ朝日系列にネットチェンジしたため、ほとんどのフジテレビ系番組が打ち切られたが、当枠についてはさくらんぼテレビ開局までの間、テレビユー山形で一部の作品が番販ネットで放送された。ただし、ケーブルテレビなどで近隣のフジテレビ系列局（仙台放送・秋田テレビ・新潟総合テレビ[注釈 8]・福島テレビ）を受信できた場合には同時ネットで視聴できた。

## 関連番組
- フジテレビ水曜9時枠の連続ドラマ/平岩弓枝ドラマシリーズ
- フジテレビ水曜10時枠の連続ドラマ/関西テレビ制作・水曜夜10時枠の連続ドラマ
- 白雪劇場 - 1959年7月19日から1960年4月27日まで、時間帯変更前の最初期に毎週水曜22:00-22:30に編成していた関西テレビのテレビドラマ放送枠。
- 信託水曜劇場 - 1965年10月6日から1966年4月6日までフジテレビが毎週水曜22:00-22:45に編成していたテレビドラマ放送枠。